# Bazilica San Zanipolo din Veneția

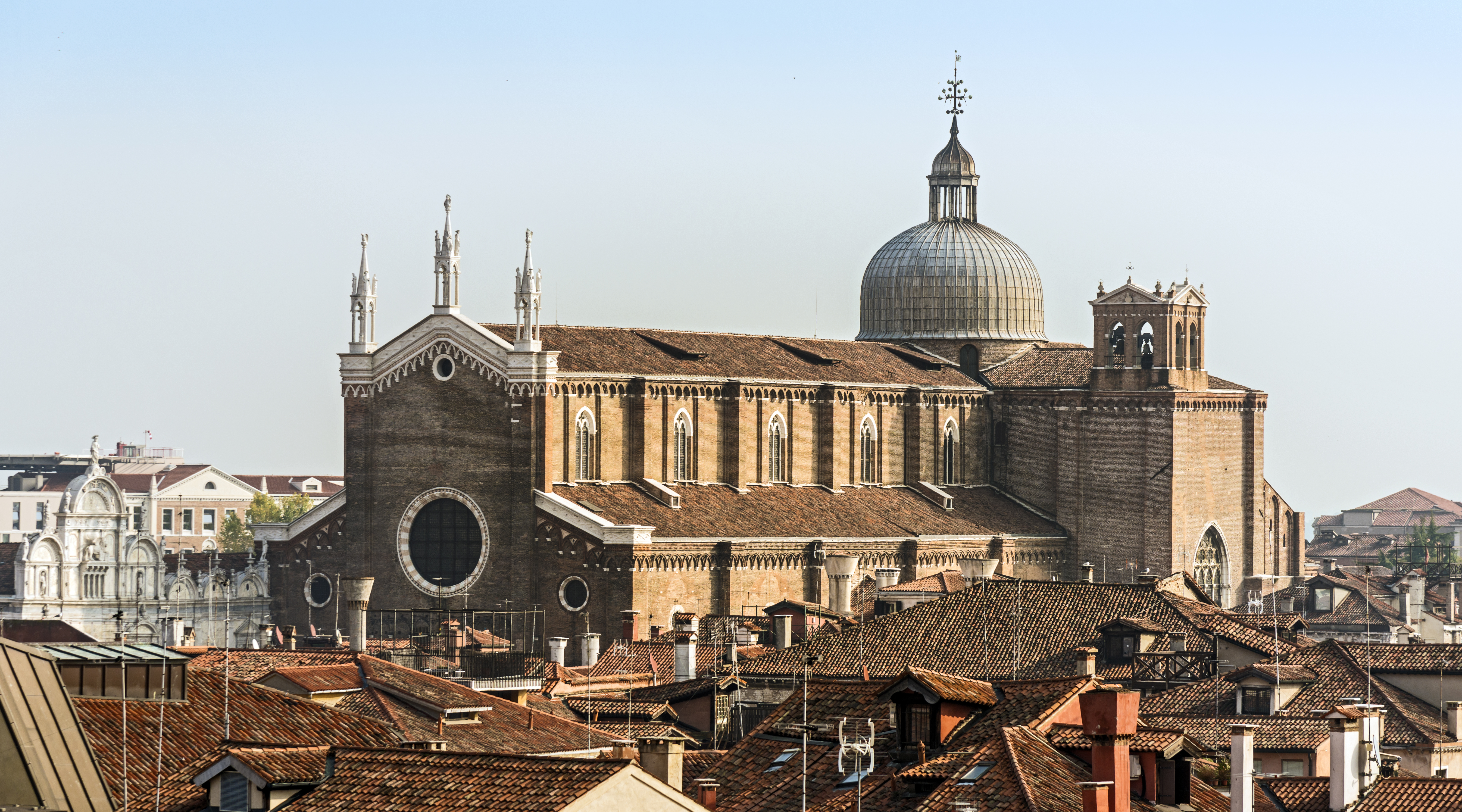
Bazilica San Zanipolo

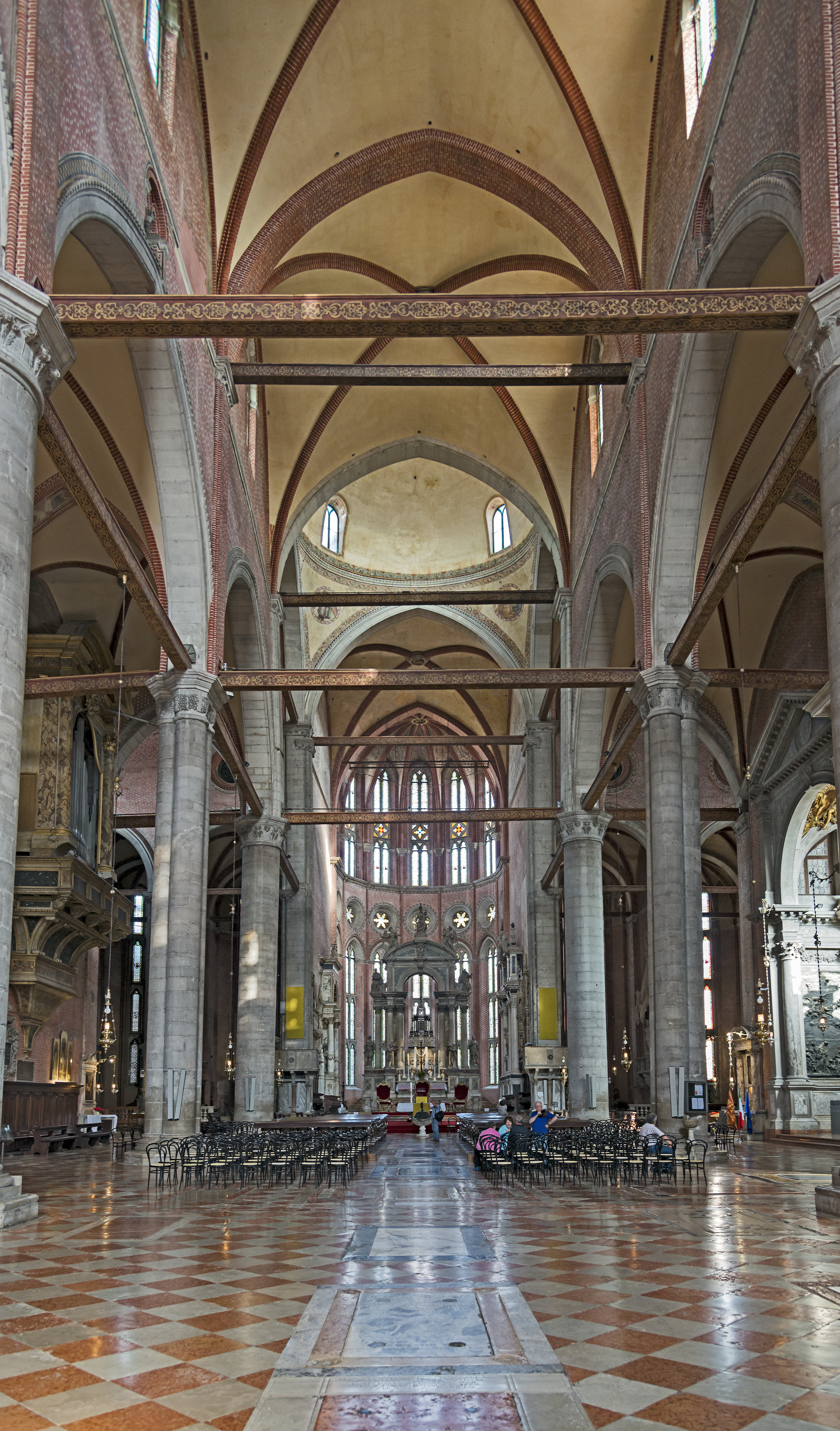
Interiorul bisericii.

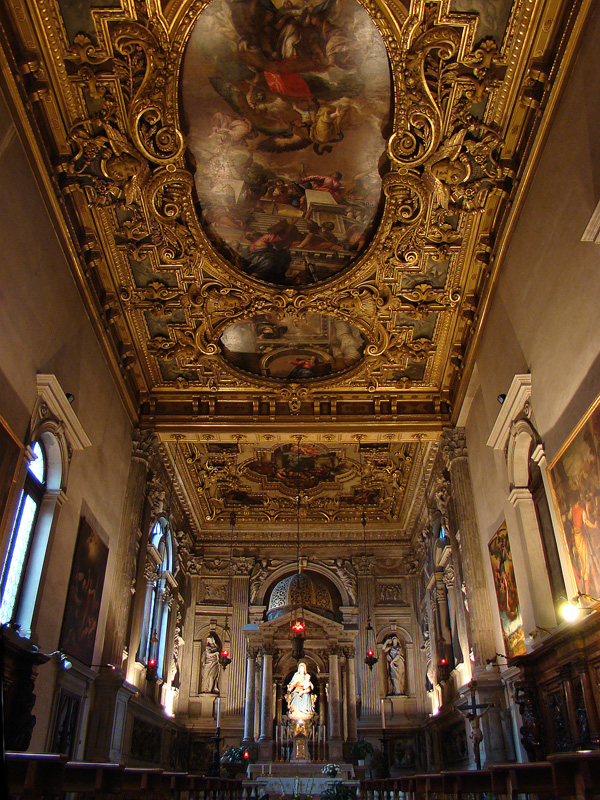
Capela Rozariului.

Bazilica Sfinții Ioan și Paul (în italiană Basilica dei Santi Giovanni e Paolo), cunoscută în dialectul venețian ca San Zanipolo, este o biserică romano-catolică din Veneția (nordul Italiei). Una dintre cele mai mari biserici din oraș, ea are statutul de bazilică minoră. Începând din secolul al XV-lea aici s-au celebrat slujbele religioase funerare ale tuturor dogilor din Veneția, iar douăzeci și cinci de dogi sunt îngropați în biserică.

## Descriere
Imens edificiu din cărămidă construit în stil gotic italian, San Zanipolo este principala biserică dominicană din Veneția și, ca atare, a fost construită pentru a predica unei congregații mari. Ea este dedicată lui Ioan și Pavel, nu apostolii biblici cu aceleași nume, ci doi martiri obscuri ale bisericii creștine timpurii din Roma, ale căror nume au fost înregistrate în secolul al III-lea, dar a căror legendă provine de la o dată ulterioară.
În 1246, dogele Jacopo Tiepolo a donat niște terenuri mlăștinoase călugărilor dominicani după ce a visat un stol de porumbei albi zburând deasupra lor. Prima biserică a fost demolată în 1333, când s-a început construcția bisericii actuale. Aceasta a fost finalizată abia în 1430.
Interiorul vast conține multe monumente funerare și picturi, precum și Madonna della Pace, o statuie bizantină miraculoasă situată în propria sa capelă din absida sudică, precum și un picior al Sf. Ecaterina de Siena, principala relicvă a bisericii.
San Giovanni e Paolo este o biserică parohială a Vicariatului San Marco-Castello. Alte biserici ale parohiei sunt San Lazzaro dei Mendicanti, Ospedaletto și Beata Vergine Addolorata.
Statuia ecvestră a lui Bartolomeo Colleoni (1483), realizată în stil renascentist de Andrea del Verrocchio, este situată lângă biserică.
Clopotnița are 3 clopote în D major.

## Artiști renumiți cu lucrări în biserică
- Giovanni Bellini (Sf. Vincent Ferrer, Cristofor și Sebastian în absida sudică)
- Bartolomeo Bon (marea ușă de vest)
- Cima da Conegliano sau Giovanni Martini da Udine (Încoronarea Fecioarei în transeptul sudic)
- Piero di Niccolò Lamberti și Giovanni di Martino (mormântul dogelui Tommaso Mocenigo în absida nordică)
- Gregorio Lazzarini (sala S. Tommaso)
- Pietro Lombardo (mormântul dogelui Pietro Mocenigo pe peretele de vest și mormintele dogilor Pasquale Malipiero și Nicolo Marcello în absida nordică; mormântul lui Alvise Diedo în absida sudică)
- Tullio Lombardo (și Alessandro Leopardo?) (mormântul dogelui Andrea Vendramin pe peretele de nord al corului)
- Lorenzo Lotto (Sf. Antonin în transeptul sudic)
- Rocco Marconi (Cristos între Sfinții Petru și Andrei în transeptul sudic)
- Giovanni Battista Piazzetta (Sf. Dominic în glorie pe tavanul Capelei Sf. Dominic)
- Alvise Tagliapietra, reliefuri în Capela Rozariului
- Veronese (Adormirea Maicii Domnului, Buna Vestire și Adorația magilor pe tavanul Capelei Rozariului; Adorația păstorilor în Capela Rozariului). Celebra Sărbătoare în casa lui Levi, pictată pentru refectoriu, se află acum la Galleria dell'Accademia din Florența.
- Alessandro Vittoria (Sf. Ieronim în absida nordică)
- Alvise Vivarini (Cristos purtând Crucea în sacristie)
- Bartolomeo Vivarini (Trei Sfinți în absida nordică)

Capella del Rosario (Capela Rozariului), construită în 1582 pentru a rememora victoria de la Lepanto (1571), conținea, printre altele, picturi de Tintoretto, Palma cel Tânăr, Tițian și Giovanni Bellini, dar ele au fost distruse într-un incendiu din 1867 atribuit unor incendiatori anticatolici.

## Monumente funerare

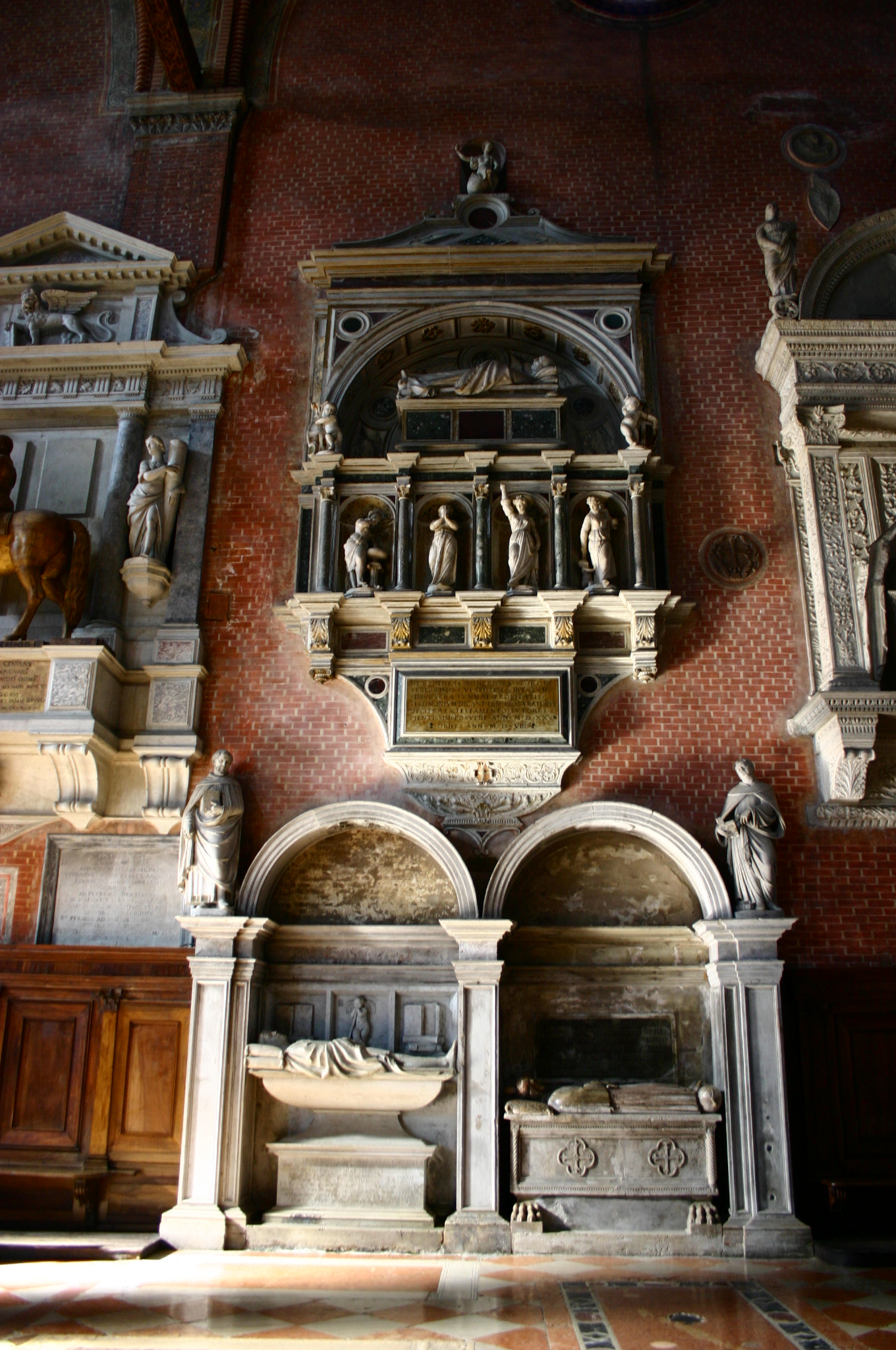
Morminte medievale și renascentiste în pereţii bazilicii Santi Giovanni e Paolo din Veneția, inclusiv o statuie ecvestră în partea stângă.

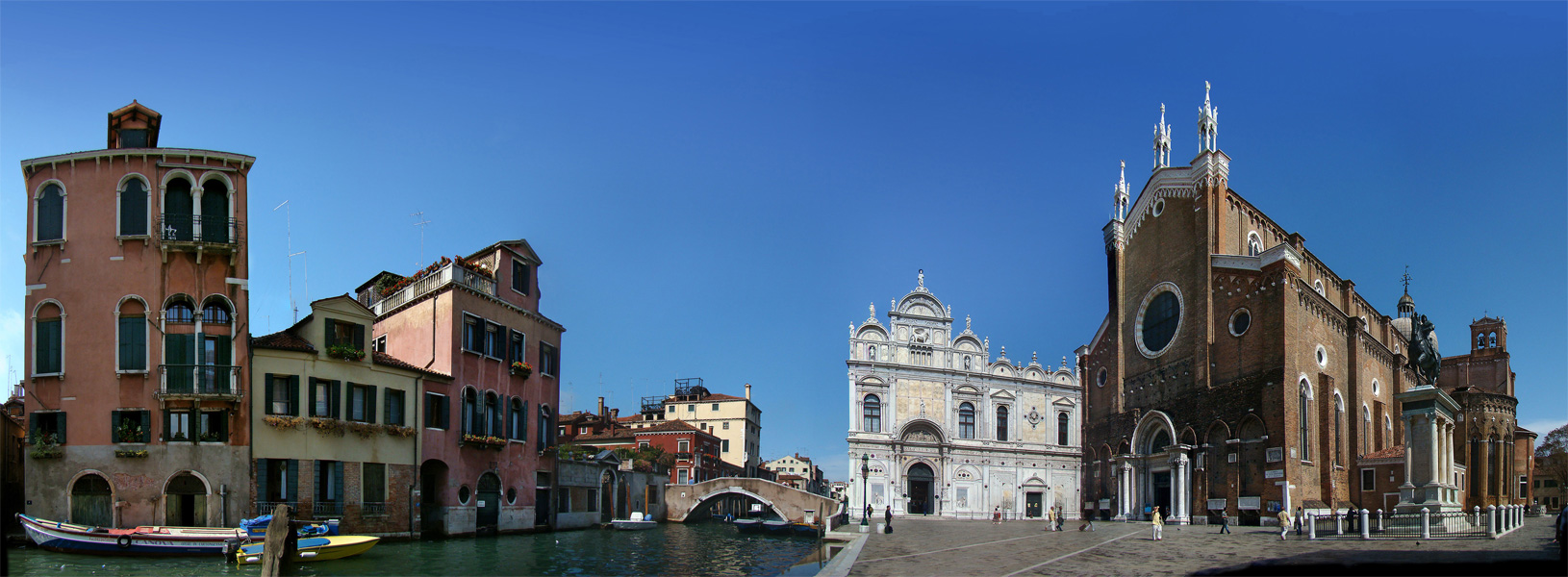
Bazilica şi campo San Giovanni e Paolo.

Începând din secolul al XV-lea slujbele funerare ale tuturor dogilor din Veneția au avut loc în Bazilica San Giovanni e Paolo. Douăzeci și cinci de dogi sunt îngropați în biserică și anume:
- Jacopo Tiepolo (d. 1249)
- Reniero Zeno (d. 1268)
- Lorenzo Tiepolo (d. 1275)
- Giovanni Dolfin (d. 1361)
- Marco Cornaro (d. 1368)
- Michele Morosini (d. 1382)
- Antonio Venier (d. 1400)
- Michele Steno (d. 1413)
- Tommaso Mocenigo (d. 1423)
- Pasquale Malipiero (d. 1462)
- Nicolo Marcello (d. 1474)
- Pietro Mocenigo (d. 1476)
- Andrea Vendramin (d. 1478)
- Giovanni Mocenigo (d. 1485)
- Leonardo Loredan (d. 1521)
- Alvise I Mocenigo (d. 1577)
- Sebastiano Venier (d. 1578)
- Bertucci Valiero (d. 1658)
- Silvestro Valiero (d. 1700)

Printre alte persoane îngropate în biserică se numără:
- Orazio Baglioni (d. 1617), general
- Gentile Bellini (d. 1507), artist
- Giovanni Bellini (d. 1516), artist
- Gianbattista Bonzi (d. 1508), senator
- Bartolomeo Bragadin, poet
- Marco Antonio Bragadin (d. 1571), general, jupuit de viu de turci - mormântul conține doar pielea sa
- Jacopo Cavalli (d. 1384), general
- Alvise Diedo, comandant șef
- Marco Giustiniani (d. 1346), căpitan de navă
- Pompeo Giustiniani (d. 1616), condotier
- Palma cel Tânăr (d. 1628), artist
- Vettor Pisani (d. 1380), amiral
- Niccolò Orsini (d. 1510), comandant șef
- Leonardo da Prato (d.1511), condotier
- Alvise Trevisan (d. 1528)
- Edward Windsor, al treilea Baron de Windsor (d. 1574)